# M44 (САУ)
M44 (англ. 155mm Self-Propelled Howitzer M44) — самоходная артиллерийская установка (САУ) США, класса самоходных гаубиц. Создана в 1947—1951 годах на шасси лёгкого танка M41 «WALKER BULLDOG» и производилась серийно в 1953—1954 годах, всего было выпущено 250 САУ этого типа. Эксплуатация выявила ряд недостатков M44, во многом вызванных её спешной разработкой. В результате в начале 1960-х годов, с появлением САУ M108 и M109, она вскоре была снята с вооружения в США. После этого M44 были проданы в ряд других стран, в которых они, по состоянию на 2022 год, всё ещё оставались на вооружении.

## Модификации
- T99
- M44A1 — модификация 1956 года, отличается новым двигателем Continental AOSI-895-5 с системой непосредственного впрыска топлива и несколько увеличенным запасом хода.
- M44T1 — М44 из наличия ВС Турции, которые в конце 1980-х годов были модернизированы силами Rheinmetall. Гаубицы получили новое внутреннее устройство, новую силовую установку, а также электронику и орудийную систему, аналогичные M109A3G[1][2]

## Конструкция

### Броневой корпус
Броневой корпус сварной конструкции разделен перегородкой на силовое отделение (расположенное в передней части) и боевое отделение. Бортовые листы корпуса расположены вертикально, а лобовые — наклонно.
С боков и сзади боевое отделение прикрывается вертикально установленными броневыми листами, крепящимися к корпусу, а сверху закрывается брезентом. Боковые стенки могут сниматься, а задняя стенка боевого отделения откидывается и служит площадкой для боевого расчета. В кормовой части машины предусмотрен откидной сошник, служащий упором при ведении стрельбы.
Экипаж состоит из пяти человек: командира машины, механика-водителя, наводчика и двух заряжающих. Все члены экипажа размещаются в боевом отделении. Сиденье механика водителя находится слева, сиденье командира машины — справа от орудия.

### Вооружение
Основным вооружением является 155-мм гаубица M45, которая смонтирована в передней части боевого отделения в орудийной установке M80, расположенной на поворотной платформе, укрепленной на подбашенном листе корпуса. На платформе находятся две вертикальные опоры для установки гаубицы, механизмы наведения орудия, приборы управления огнём, сиденье наводчика, ящики с инструментом и приспособлениями. Орудийная установка M80 может поворачиваться в горизонтальной плоскости на 60 градусов (на 30 градусов вправо и влево). Ствол гаубицы — моноблок с навинтным казенником. Затвор поршневой. Люлька гаубицы обойменного типа, к ней крепится гидравлический тормоз отката и пружинный откатник, собранные в четырех цилиндрах. Механизмы наведения снабжены ручным и силовым приводами. Заряжание ручное, выстрелы раздельного заряжания. Для облегчения заряжания используется пружинно-гидравлический досылатель, который обеспечивает полноту досылания.
Боекомплект размещается в двух отсеках, находящихся в задней части боевого отделения.
Для наведения гаубицы в цель при стрельбе с закрытых позиций применяются прицел M95 и панорама M12A7E4, а при стрельбе с открытых позиций — телескопический прицел M93.
В качестве зенитного на боевой машине установлен крупнокалиберный пулемёт «браунинг» M2HB. Турельная установка для пулемёта укреплена в боевом отделении слева над местом заряжающего.

### Средства связи
Самоходная гаубица оснащена радиостанцией (SCR-610 или SCR-619) и внутренним переговорным устройством AN/V1A-1.

### Двигатель и трансмиссия
В M44 применяются силовая установка и трансмиссия от лёгкого танка M41 «Уолкер Бульдог».

### Ходовая часть
Ходовая часть M44 (в сравнении с танком M41) имеет некоторые отличия: число опорных катков увеличено с пяти до шести, в качестве направляющих колес используют задние опорные катки. Расположение ведущих колёс — переднее.

### Игровая индустрия
Представлена в игре War Thunder в ветках США, Германии, Британии, Японии, Италии и Франции.

## Используется
Современные:
- Тайвань — 48 M44T, по состоянию на 2022 год[3]
- Турция — 150 M44T1, по состоянию на 2022 год[4]
  -  Турция — 30 M44T, по состоянию на 2022 год[5]

Бывшие:
- Иордания — 20 M44, по состоянию на 2010 год[6]
- США — сняты с вооружения
- Япония — некоторое количество M44A1 поставлено из США. С середины 1970-х годов замещались на 155-мм самоходные гаубицы «тип 75» национальной разработки, в начале 1980-х годов полностью сняты с вооружения[7].